# Tinytrema sandy
Espèce
Tinytrema sandy est une espèce d'araignées aranéomorphes de la famille des Trachycosmidae.

## Distribution
Cette espèce est endémique d'Australie. Elle se rencontre  dans l'extrême Sud du Queensland, en Nouvelle-Galles du Sud, dans le Territoire de la capitale australienne, au Victoria, en Tasmanie, en Australie-Méridionale et dans le Sud de l'Australie-Occidentale.

## Description
Le mâle holotype mesure 2,6 mm et la femelle 2,6 mm.

## Systématique et taxinomie
Cette espèce a été décrite par Platnick en 2002.

## Étymologie
Son nom d'espèce lui a été donné en référence au lieu de sa découverte, Sandy Bay.

## Publication originale
- Platnick, 2002 : « A revision of the Australasian ground spiders of the families Ammoxenidae, Cithaeronidae, Gallieniellidae, and Trochanteriidae (Araneae: Gnaphosoidea). » Bulletin of the American Museum of Natural History, no 271, p. 1-243 (texte intégral).